# Helicopis interrupta
Helicopis interrupta är en fjärilsart som beskrevs av Le Moult 1939. Helicopis interrupta ingår i släktet Helicopis och familjen Riodinidae. Inga underarter finns listade i Catalogue of Life.